# シット
シット (Shit) は、英語で糞便を意味する卑語。一般は糞便に対してラテン語起源のfeces (faeces)を用いる。

## 概要
その語源は古ノルド語のskītaに遡り、ローマ帝国時代以前の文字使用以前にゲルマン民族により用いられていた。この語は古英語でscitteとなり、中期英語ではschītteとなった。
また更にゲルマン祖語の*skit-、インド=ヨーロッパ祖語の*skheid-に遡るとみられ、
糞便を意味する語根のscat-の元となった古代ギリシア語のσκωρ（属格形：σκατος）とも同源である。
今日でもアイスランド語では名詞のskítur、動詞のskítaなどが用いられ、その他のスカンディナヴィア半島の言語でもskitがよく使われる。